# 2. Feldhockey-Bundesliga 2015/16 (Damen)
Die Saison 2015/16 der 2. Bundesliga Damen startete am 12. September 2015 und endete am 12. Juni 2016.

## Tabellen
Legende:

| (A) | Absteiger aus der 1. Bundesliga |
| (N) | Aufsteiger aus der Regionalliga |
|     | Aufsteiger in die 1. Bundesliga |
|     | Absteiger in die Regionalliga   |

| Platz | Club                    | Spiele | Tore  | Punkte |
| ----- | ----------------------- | ------ | ----- | ------ |
| 1.    | Uhlenhorst Mülheim      | 14     | 63:6  | 36     |
| 2.    | Klipper THC             | 14     | 23:13 | 30     |
| 3.    | Blau-Weiß Köln          | 14     | 28:21 | 24     |
| 4.    | Club Raffelberg (N)     | 14     | 29:36 | 20     |
| 5.    | Bonner THV              | 14     | 13:24 | 15     |
| 6.    | Hannover 78             | 14     | 8:32  | 11     |
| 7.    | TG Heimfeld             | 14     | 12:30 | 10     |
| 8.    | Hamburger Polo Club (N) | 14     | 13:27 | 8      |

| Platz | Club                            | Spiele | Tore  | Punkte |
| ----- | ------------------------------- | ------ | ----- | ------ |
| 1.    | Rüsselsheimer Ruder-Klub 08 (A) | 14     | 70:10 | 39     |
| 2.    | Feudenheimer HC (N)             | 14     | 25:20 | 23     |
| 3.    | Zehlendorfer Wespen             | 14     | 36:23 | 22     |
| 4.    | ATV Leipzig                     | 14     | 26:28 | 22     |
| 5.    | Nürnberger HTC                  | 14     | 32:26 | 20     |
| 6.    | Eintracht Frankfurt             | 14     | 16:21 | 16     |
| 7.    | SC Charlottenburg               | 14     | 20:44 | 11     |
| 8.    | Mariendorfer HC (N)             | 14     | 7:61  | 5      |

## Auf- und Abstieg
Als die beiden letzten Teams der 1. Bundesliga werden Eintracht Braunschweig und der TSV Mannheim in ihre jeweilige Gruppe absteigen. Damit steigen auch je zwei Mannschaften pro Gruppe ab: Im Norden die beiden Hamburger Mannschaften TG Heimfeld und Hamburger Polo Club, im Süden die beiden Berliner Mannschaften SC Charlottenburg und Mariendorfer HC. Aufsteiger aus den Regionalligen in die beiden Gruppen sind ETuF Essen und der Bremer HC im Norden sowie TuS Obermenzing und der TC Blau-Weiss Berlin im Süden.